# Łańcuch tulejkowy

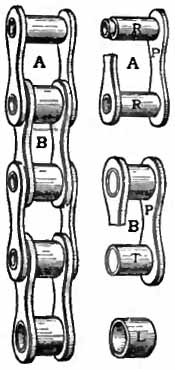
Łańcuch tulejkowy różni się od przedstawionego na rys. łańcucha rolkowego brakiem rolki "L"

Łańcuch tulejkowy – łańcuch, w którym na sworzniu jest osadzona obrotowa tulejka hartowana. Płytki wewnętrzne są osadzone na wcisk na tulejce, a płytki zewnętrzne są również osadzone wciskowo na sworzniu. Łańcuchy te mogą pracować przy prędkościach do 15 m/s (zwykle do prędkości 8 m/s). 